# КТ-112

Вертоліт КТ-112

КТ-112 Кадет або Ангел — перший вітчизняний багатоцільовий легкий гелікоптер. Розроблений в 1999—2001 роках конструкторським бюро «Вертикаль» на авіаційному заводі «Тюссе», в Бородянці, Київська область.
Перший політ відбувся 18 січня 2004 року (льотчик-випробувач Ю.Гладков). Серійне виробництво почалося на «Авіанті» в 2004 році.

## Історія
Розробка легкого вертольота КТ-112 почалася в знову створеному КБ «Вертикаль» в серпні 1999 року під керівництвом М. Ю. Кучина. У розробці брали участь фахівці Дніпропетровського технологічного інституту «ДІНТЕМ» і Науково-виробничого комплексу «Прогрес» (м. Ніжин).
Як силову установку вирішено було застосувати 2 поршневі двигуни австрійської фірми «Ротакс». Трансмісія і головний редуктор розроблені в ЗМКБ «Прогрес». «Кадет» став першим вертольотом української розробки. 24 листопада 2000 року макетна комісія затвердила макет вертольота. Виготовлення першого прототипу почалося восени 2001 року на заводі «Авіант». 30 березня 2002 року почалися його наземні випробування.
Перший політ відбувся 18 січня 2004 року (льотчик-випробувач Ю. Гладков). Серійне виробництво почалося на «Авіанті» в 2004 році.
«Кадет» побудований за класичною одногвинтовою схемою з трилопатевим опорним і дволопатевим рульовим (діаметр 1,3 м) гвинтами. Конструкція фюзеляжу змішана. Хвостова балка напівмонококової конструкції. Лопаті гвинтів виконані з композиційних матеріалів. Оперення Т-подібне. Шасі полозкове (для пересування на землі можуть встановлюватися колеса), що не забираються. Силова установка складається з 2 поршневих двигунів Ротакс 912ULS з комбінованою системою охолодження. При відмові одного з двигунів можливе продовження польоту на іншому. Кабіна чотиримісна, має велику площу скління та оснащена подвійним управлінням. У санітарному варіанті правий пост управління демонтується. До складу устаткування входить супутникова навігаційна система GPS MAP-195. Можлива установка додаткового паливного бака на 75 кг.
Вертоліт «Ангел» призначений для перевезення пасажирів і вантажів. Може застосовуватися як санітарний, патрульний, аерофотознімальний, сільськогосподарський, рятувальний, спортивний, навчальний, як повітряне таксі. Може експлуатуватися при температурах від — 35 °C до 35 °C.
5 травня 2008 року вертоліт оглянув президент України Віктор Ющенко.
У 2010 році проєкт припинив своє існування. Частина інженерної команди, в 2017 створила власне підприємство Авіаційна компанія «Вектор» де продовжила роботу над повністю оновленим двомоторним вертольотом ВМ-4 «Джміль».

## Опис
Схема вертольота одногвинтова з трилопатевим опорним гвинтом та дволопатевим рульовим гвинтом. Вертоліт належить до категорії B за класифікацією АП-27.
Багатоцільовий, може використовуватися як:
- пасажирський — перевезення трьох пасажирів та багажу;
- санітарний — передбачає перевезення одного хворого на ношах та одного супровідного медичного робітника;
- навчальний — для початкового навчання пілотів, використовуючи подвоєне керування;
- сільськогосподарський;
- патрульний.

Ціна приблизно 200—400 тис. доларів США.

## Характеристики
- Максимальна швидкість горизонтального польоту при злітній масі 925 кг становить 200 км/год
- Максимальна висота висіння 1200 м.
- Максимальна висота польоту — 4000 м.
- Швидкопідйомність при землі 8—10 м/с.
- Діаметр опорного гвинта — 8,216 м.
- Довжина вертольота з обертальними гвинтами — 9,383 м.
- Довжина вертольота — 6,956 м.
- Ширина вертольота — 1,304 м.
- Висота вертольота — 2,475 м.
- Дальність польоту (2 пасажири +30 кг багажу) — 400 км.
- Дальність польоту (перегінна) — 800 км.